# Ісаак Жог
Ісаак Жог SJ (фр. Isaac Jogues; 1607–1646) — католицький святий, священник-єзуїт, місіонер і мученик.

## Біографія
Народився 1607 року в Орлеані. У 1624 році в Руані вступив до Товариства єзуїтів. У 1636 році направлений в Нову Францію місіонером до союзних французам індіанців гуронів та алгонкінів. У 1642 році каное, на якому плив Жог, було захоплене військовим загоном могавків; він сам і його супутники — два французи Гійом Кутюр та Рене Гупіль, що став згодом мучеником і кілька гуронів-християн — опинилися в полоні. Їх відвезли в поселення могавків, де піддали жорстоким тортурам, під час яких Ісаак Жог позбувся декількох пальців. Потім він провів деякий час у статусі раба, намагався вчити могавків основ християнської віри, після чого йому вдалося втекти за допомогою голландських торговців, які переправили його на Мангеттен, звідки він на кораблі відплив до Франції. Папа Урбан VIII дав Ісааку Жогу особливий дозвіл здійснювати месу, попри покалічені руки.
Через декілька місяців він повернувся в Канаду. У 1645 році між ірокезами, гуронами, алгонкінами і французами було укладено мир. Навесні 1646 року Жог та інший єзуїт — Жан де Лаланде вирушили у землі могавків з посольською місією. Однак, поки вони були в дорозі, ставлення могавків до мирного процесу змінилося, і один із загонів захопив єзуїтів в полон. Їх відвели в селище Оссерненон (нині Орісвілл, штат Нью-Йорк) і звинуватили в чаклунстві. «Помірні» клани Черепахи і Вовка хотіли їх відпустити, однак члени більш «радикального» клану Медведя вирішили вбити, і 18 жовтня 1646 року священників забили палицями. Голова Ісаака Жога була виставлена на жердині, а тіло кинуто в річку Мохок .
21 червня 1925 року Ісаак Жог, Рене Гупіль, Жан де Леланде, а також Жан де Бребеф, Ноель Шабанель, Антуан Даніель, Шарль Гарньє і Габріель Лалеман були беатифіковані папою Пієм XI, а 29 липня 1930 року канонізовані. Вони складають групу «канадських мучеників». Їх вшановують 26 вересня в Канаді й серед традиціоналістів або 19 жовтня по реформованому календарем.